# Xia nü
Xia nü (俠女), comercialitzada en anglès com A Touch of Zen, és una pel·lícula wuxia taiwanesa de 1971 coeditada, escrita i dirigida per King Hu. El seu guió està basat en una història xinesa clàssica "xianü" del llibre Liaozhai zhiyi de Pu Songling. La pel·lícula està ambientada a la dinastia Ming sota el domini dels eunucs i explora una varietat de temes com la transcendència de les dicotomies, el budisme zen, el feminisme, els papers femenins conservadors i la història de fantasmes. Al 28è Festival Internacional de Cinema de Canes, la pel·lícula va guanyar el Gran Premi Tècnic.
La pel·lícula va ser produïda a Taiwan i finançada per Union Film Company. Com que el director Hu era cineasta al Shaw Brothers Studio abans de traslladar-se a Taiwan, l'aparició de la pel·lícula va establir la visibilitat internacional de la nova onada de Hong Kong. Tot i que el rodatge va començar el 1968, Xia nü no es va completar fins al 1971. L'estrena original taiwanesa va tenir dues parts el 1970 i el 1971 (el rodatge encara estava en curs quan es va estrenar la primera part) amb la seqüència del bosc de bambú que conclou la part 1 repetida al començament de la part 2; aquesta versió té un temps d'execució combinat de 200 minuts. El novembre de 1971, ambdues parts de la pel·lícula es van combinar en una sola per al mercat de Hong Kong amb una durada de 187 minuts.

## Argument
Ambientada en un remot poble de muntanya durant la Xina Ming al segle XIV, la història es veu en gran manera a través dels ulls de Gu, un erudit i pintor benintencionat però poc ambiciós, amb tendència a ser maldestre i ineficaç. Un desconegut arriba a la ciutat i demana el seu retrat pintat per Gu, però el seu veritable objectiu és portar una dona fugitiva de tornada a la ciutat per ser executada en nom dels guàrdies de la Cambra Est. La fugitiva, Yang, es fa amiga de Gu, i junts conspiren contra l'eunuc corrupte Wei, que vol erradicar tot rastre de la seva família després que el seu pare intentés advertir l'emperador de la corrupció de l'eunuc. La seva filla va fugir, i el sant i poderós abat Hui Yuan va intervenir per protegir-los.
L'estranya, Yang i els seus amics són tots guerrers superiors. El desconegut té una espasa flexible especial que es doblega i que pot portar dins del cinturó, fent-lo semblar desarmat.
Un dels aspectes únics de la pel·lícula és que Gu és un no combatent durant tota la pel·lícula i només s'implica quan dorm amb Yang. En fer-ho, ja no és l'ingenu i innocent, sinó que es torna confident i assertiu, i quan es revela la difícil situació de Yang, insisteix a formar-ne part, i fins i tot se'n planteja una diabòlica "Trampa fantasma" per als guàrdies de la Cambra Est. Aquest és un pla per utilitzar un lloc suposadament embruixat per utilitzar-hi trucs als guàrdies per fer-los creure que són presa dels no-morts.

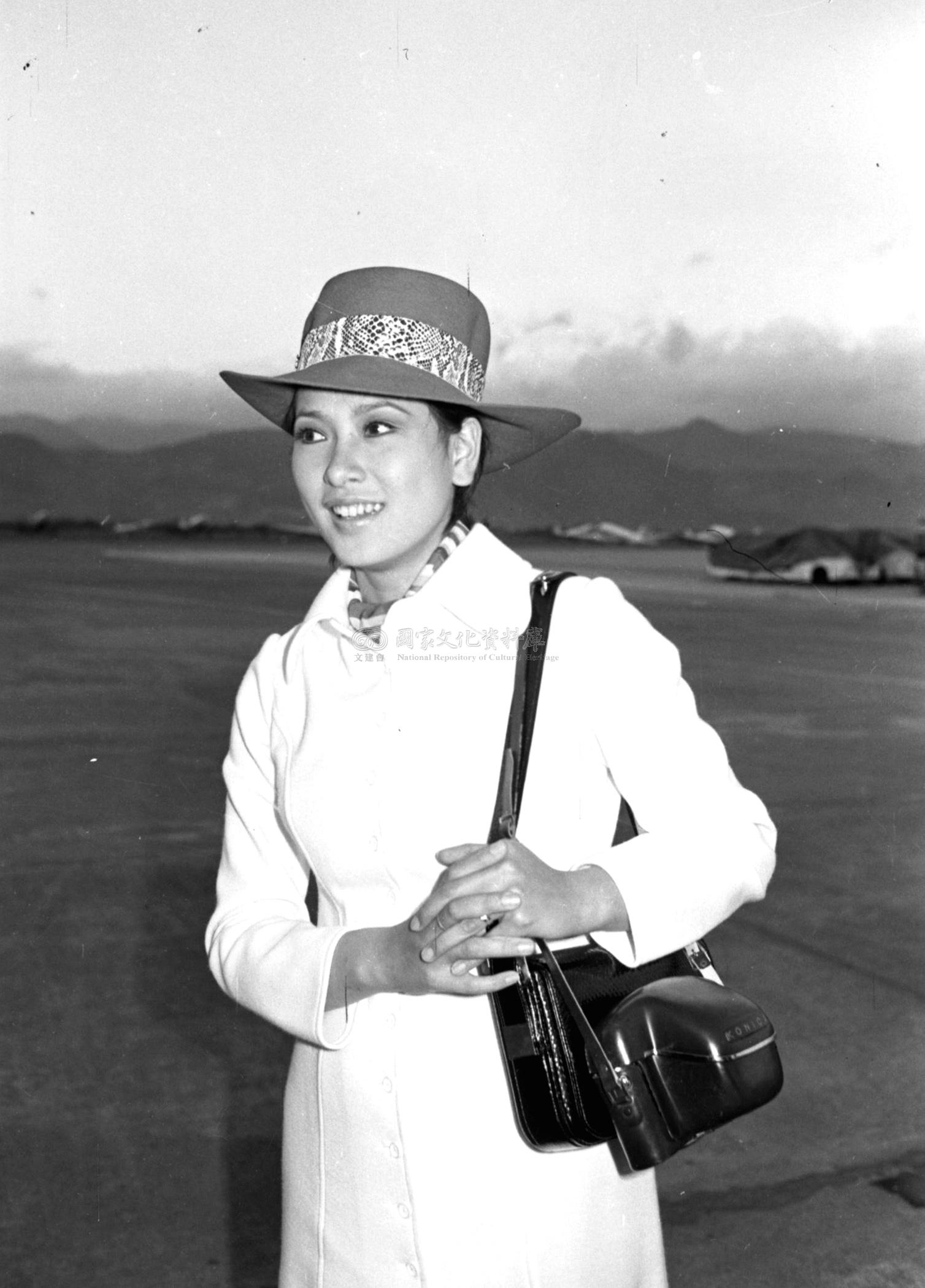
Hsu Feng interpreta a la protagonista Yang

Després, Gu camina per la carnisseria rient-se de l'enginy del seu pla fins que se n'adona del veritable cost de la vida humana. Veu que l'abat Hui i els seus seguidors arriben per ajudar a enterrar els morts.
Després de la batalla, Gu és incapaç de trobar Yang, que li diuen que l'ha deixat i no vol que la segueixi. La rastreja al monestir de l'abat Hui, on ha donat a llum un fill de Gu i s'ha convertit en monja. Ella li diu a Gu que el seu destí junts ha acabat i li dona a Gu el seu fill. Més tard, quan en Gu i el nen són localitzats per Hsu Hsien-Chen, el malvat comandant de l'exèrcit de l'eunuc Wei, Yang i el general Shi acudeixen al rescat de Gu. L'abat Hui i quatre dels seus monjos també arriben per lluitar contra Hsu. Després que Hsu fingeix penediment per tal d'atacar per sorpresa l'abat Hui, comença una batalla en la qual Hsu és assassinat i Yang, Shi i l'abat Hui resten greument ferits (aquest últim sagnant sang daurada). La pel·lícula acaba amb Yang ferida trontollant cap a una silueta, presumiblement l'abat Hui, vist meditant amb la posta de sol formant un halo al voltant del seu cap, una imatge que suggereix el Buda i la il·luminació.

## Repartiment
- Hsu Feng com a Yang Hui-zhen (楊惠貞), la protagonista principal, una dona cavaller errant.
- Shih Chun (石雋|) com a Gu Sheng-tsai (顧省齋), un erudit i pintor que més tard es dedica a Jianghu.
- Bai Ying (白鷹) com el general Shi Wen-qiao (石問樵) que ajuda Yang a escapar quan es disfressa de cec
- Xue Han (薛漢) com el general Lu Ding-an (魯定庵) que protesta en Yang quan es disfressa de metge de Medicina tradicional xinesa
- Roy Chiao com a abat Hui-yuan (慧圆), un monjo zen
- Tien Peng (田鵬) com Ouyang Nian (歐陽年) que treballa per al Dipòsit de l'Est
- Cao Jian (曹健) com a Xu Zheng-qing (徐正清), magistrat local
- Zhang Bing-yu com a mare de Sheng-tsai
- Wang Rui com Men Da o Mun Ta (門達|)
- Miao Tien com a Nie Qiu (臬逑), un dels assessors de Mun Ta
- Han Ying-chieh com a comandant en cap Xu Xian-chun
- Wan Zhong-shan (萬重山) com a Lu Qiang (魯強)
- Liu Chu com un dels homes del magistrat
- Gao Ming com un dels homes del magistrat
- Lu Zhi com a guàrdia de Mun Ta
- Jia Lushi com a Yang Lian, el pare del protagonista Yang
- Cheung Wen-men com a Tao Lung
- Long Fei com a guàrdia
- Sammo Hung com a guàrdia/soldat[2]

## Producció

### Desenvolupament
A Touch of Zen va ser rodada a Taiwan per King Hu i va ser finançada per la productora taiwanesa Union Film Company. En el seu llibre sobre la pel·lícula, Stephen Teo va suggerir que la pel·lícula té arrels al cinema de Hong Kong, assenyalant la major part dels actors taiwanesos i de Hong Kong i membres de la tripulació. Amb la idea de Hu d'invocar la cultura tradicional xinesa a les seves pel·lícules, A Touch of Zen conté partitures d'òpera de Pequín i referències a la poesia xinesa com el força conegut poema de Li Bai "Drinking Alone in the Moonlight".
Es diu que la lluita d'espases del bosc de bambú, un enfrontament de deu minuts, va trigar vint-i-cinc dies a rodar-se. La coreografia és de Han Yingjie, antic actor d'òpera de Pequín i director d'acció de A Touch of Zen. Hu va explicar amb orgull l’assaig i error que va passar en el procés creatiu i va concloure que havia reunit moltes escenes en menys de vuit fotogrames desafiant la "regla d'or" del cinema.

### Adaptació
Hu va basar el guió de A Touch of Zen en la història de fantasmes de Xia Nü a Liaozhai Zhiyi, una antologia de Pu Songling Va organitzar el crèdit de Liaozhai Zhiyi com a primera targeta de títol just després del logotip de l'empresa a la pel·lícula, fins i tot abans del títol de la pel·lícula. A la història original de Pu Songling, l'estudiós masculí no persegueix ser un cavaller errant i la separació entre wen i wu. Tanmateix, la pel·lícula modifica els atributs del personatge i, en canvi, porta l'estudiós a adaptar el cavaller errant i restaurar el país del domini corrupte dels eunucs.

### Fotografia
El director Hu va adoptar les tècniques clàssiques de muntatge, incloent concordança de línia d'ulls i pla contraplà. També va utilitzar Jump Cut per crear la velocitat dels moviments en efectes d'acció i va aplicar trets acotats com a signatura per evacuar l'espai abans que les accions tinguessin lloc. Hu també crea "l'efecte entrevista" (també anomenat pla de punt de vista) per oferir una nova perspectiva al públic. "L'efecte visió" permet al públic veure la perspectiva de Gu.

## Temes

### Transcendència de dicotomies
La funció del cavaller errant fa al·lusió als valors cívics (wen) i a les conductes marcials (wu) en el discurs, sorgint reflexos d'experiències i justícia més enllà de les dicotomies entre wen i wu, el bé i el mal. El director Hu desenvolupa una perspectiva individual del que és la nació i transcendeix la limitada dialèctica d'un règim totalitari versus un govern més benèvol.

### Budisme zen
El tema del budisme s'oposa al confucianisme i ofereix les idees de transcendència i redempció. L'estudiós James Steinstrage considera que la participació del poc ambiciós erudit Gu a Jianghu i la motivació inexplicada de les relacions sexuals de Yang Huizhen amb Gu condueix a l'absurd i la vacuïtat, el que coincideix amb el concepte de buit al Budisme zen. Paradoxalment, les ideologies zen no són profundes a la pel·lícula i el títol A Touch of Zen pot ser una estratègia de màrqueting per atraure el públic occidental i recordar l'exotisme. D'altra banda, el comentarista de cinema Tony Rayns, en el seu comentari al llançament del vídeo casolà de Criterion Collection, considera que la segona meitat de la pel·lícula que inclou monjos zen és l'origen del títol.

### Feminisme i feminitat conservadora
La pel·lícula presenta Xia Nü Yang en la imatge paradoxal dels papers femenins. Ella dona a llum un fill per continuar la línia familiar de Gu com a mare tradicional i ajudar a complir la pietat filial de Gu, revelant el domini del patriarcat a la societat. Des d'una perspectiva feminista, també té la iniciativa d'acabar amb la seva relació amb Gu i rebutjar els valors feudals de l'obligació de les dones amb els homes.

### La història de fantasmes
Basant-se en el fet que el director Hu era interessat en un gènere xinès shengguai (que significa déus i esperits), la casa embruixada com a escenari i les trampes mortals jiguang suggereixen les trobades de Gu i s'alien amb els fantasmes sobrenaturals. La pel·lícula adopta els motius del "gòtic Liaozhai", inclòs la vara d'or i el sistema d'alarma que alerta els visitants inesperats de la casa embruixada.

### Erudició i bellesa
La pel·lícula descriu les relacions romàntiques entre un erudit, Gu, i una bonica dona cavaller errant, Yang, fent referència al tema clàssic de l'erudit i la bellesa Caizijiaren a la literatura xinesa.

## Recepció

### Taquilla
A Touch of Zen va fracassar a taquilla quan es va estrenar en dues instal·lacions a Taiwan el 1970 i el 1971. La pel·lícula només va funcionar una setmana al cinema i va fracassar pels seus temes de sexualitat ambigua i sensibilitat feminista. L'any 1971, la pel·lícula va tornar a no rebre reconeixement amb la seva estrena a Hong Kong a causa de l'èxit aclaparador de la pel·lícula de Bruce Lee The Big Boss. La pel·lícula va guanyar 678.320,9 HK$ a Hong Kong. No va ser fins que es va reviure la versió completa de tres hores per a una projecció al Festival de Cannes de 1975 que A Touch of Zen va obtenir una gran atenció.

### Revisió i crítica
Gina Marchetti considera que el gènere de la pel·lícula com wuxia és una nova emergència a la nova onada de Hong Kong i escriu, "encara que es va produir a Taiwan després que Hu hagués marxat de Hong Kong, els reconeixements internacionals per a aquesta pel·lícula van portar al "nou" cinema de Hong Kong una visibilitat molt més gran, alhora que ofereix un art house alternatiu a l'enorme popularitat internacional de Bruce Lee."
Per the Criterion Collection l’autor David Bordwell va escriure: "La història és senzilla, però el tractament és complex. Cap pel·lícula de Shaw hauria retardat l'exposició bàsica tan astutament. I cap pel·lícula de Shaw hauria presentat un joc d'espases heroic a través dels ulls d'un personatge secundari. No obstant això, en construir la trama al voltant de Gu, Hu crea un protagonista com a testimoni."
Escrivint per la Journal of Cinema and Media Studies, l'acadèmic Héctor Rodríguez va assenyalar sobre la pel·lícula: "En aquella pel·lícula... l'ús pel director de talls el·líptics, plans d'inserció diegètica i altres estratègies de fragmentació visual. permet que els personatges surin màgicament per l'aire a través de llargues distàncies, assolir altituds impossibles en un sol salt sobrehumà i canviar de direcció miraculosament a l'aire."
En el seu llibre, King Hu's A Touch of Zen, l'acadèmic Stephen Teo va escriure que "aquesta reducció final de la mítica figura femenina de cavaller errant a l'estatus humà pretén provocar-nos una comprensió filosòfica de nosaltres mateixos. El tema de la transcendència budista és la manera de Hu d'oferir la crítica definitiva de la raó de ser del gènere, que és la satisfacció dels desitjos de l'audiència perquè els herois els salvin de la seva pròpia vulnerabilitat."

### Reconeixements
La pel·lícula va ser guardonada amb el Gran Premi Tècnic i nominada a la Palma d'Or al 28è Festival Internacional de Cinema de Canes Es va convertir en la segona pel·lícula en llengua xinesa que va guanyar un premi al Festival de Canes i la primera pel·lícula wuxia a guanyar en un festival internacional de cinema.
A la 24a edició dels Hong Kong Film Awards, diversos crítics, cineastes i actors de cinema asiàtics van votar per les millors pel·lícules xineses de Hong Kong, Taiwan i la Xina. A Touch of Zen figurava al 9è lloc de la llista. El 2011, als Premis de Cinema Golden Horse va comptar amb la participació de 122 professionals de la indústria en l'enquesta. Entre els votants hi havia estudiosos de cinema, programadors de festivals, directors de cinema, actors i productors per votar a les 100 millors pel·lícules en llengua xinesa. A Touch of Zen figurava al 15è lloc de la llista.
El 2021, The Daily Star va classificar A Touch of Zen en quart lloc a la seva llista de les millors adaptacions de contes curts, escrivint "Influint en clàssics futurs com Tigre i drac i La casa de les dagues voladores, potser no hi ha cap pel·lícula més influent i tan poc apreciada".

## Mitjans domèstics
A Touch of Zen va ser llançat en DVD per al mercat estatunidenc el 10 de desembre de 2002, per Tai Seng Entertainment, amb només la biografia i la filmografia de King Hu com a extres. La pel·lícula també es va estrenar en DVD PAL per al mercat britànic el 28 de juliol de 2003, per Optimum Releasing (ara StudioCanal UK), així com per al mercat alemany el 10 d'abril de 2008, per KSM GmbH com a part de la seva "Col·lecció King Hu". La pel·lícula es va estrenar en DVD PAL a França l'1 de setembre de 2004, simplement com a Touch of Zen de Films sans Frontières, que té subtítols tant en francès com en anglès.
Després de la restauració de la pel·lícula en 4K el 2015, el primer llançament de la pel·lícula en Blu-ray va ser per Eureka Entertainment per a la sèrie Masters of Cinema, estrenada el 25 de gener de 2016 per al mercat britànic, que també inclou una edició en DVD de la pel·lícula. Ambdues edicions inclouen un comentari d'escena seleccionada del crític Tony Rayns, el tràiler cinematogràfic de la pel·lícula i subtítols en anglès recentment traduïts, així com un llibret de 36 pàgines que inclou la declaració del director King Hu al 28è Festival Internacional de Cinema de Canes, una entrevista de 1975 amb el director per Rayns, la història curta en què es va basar la pel·lícula, vuit característiques de "l'espadatxina" a les pel·lícules de King Hu i imatges d'arxiu. Una versió d'edició limitada del Blu-ray i del DVD afegeix un documental de 2012 sobre King Hu i un nou assaig del cineasta David Cairns.
El 19 de juliol de 2016, l'empresa estatunidenca de vídeos domèstics The Criterion Collection va llançar la pel·lícula en Blu-ray i DVD utilitzant la mateixa restauració 4K que també va utilitzar el llançament de Masters of Cinema. Tant el Blu-ray com el DVD inclouen el documental de 2012 sobre King Hu, noves entrevistes amb els actors Hsu Feng i Shih Chun, el cineasta Ang Lee, i l'estudiós cinematogràfic Tony Rayns, el tràiler reestrenat en 4K i subtítols en anglès recentment traduïts, així com un fulletó que conté un nou assaig del crític i teòric de cinema David Bordwell i les notes de King Hu del Festival de Canes de 1975. La nova portada de Blu-ray i DVD i pòster interior (combinat amb el fullet) va ser il·lustrada per Greg Ruth i dissenyat per Eric Skillman.